# 竹本氏太夫
竹本 氏太夫（たけもと うじたゆう）は、義太夫節の太夫。四代目氏太夫は三代目綱太夫の門弟であり、以降五代目・七代目が四代目綱太夫の門弟であり、六代目は四代目綱太夫の門弟である三代目竹本長門太夫の門弟から、八代目は同じく四代目綱太夫の門弟である五代目春太夫の系譜から出ているため、竹本綱太夫系の名跡である。

## 初代
初代豊竹氏太夫 ⇒ 初代竹本氏太夫
二代目豊竹若太夫（二代目竹本（豊竹）島太夫）の門弟
初出座等詳細は不明ながらも、『増補浄瑠璃大系図』に「二代若太夫門弟にして師匠に付て修行致されし明和三年丙戌冬より北堀江市の側にて豊竹座新芝居興行成て座本豊竹此吉」とあり、明和3年（1766年）冬、北堀江市の側に再興された豊竹此吉座に出座している。
翌、明和4年（1767年）12月同座の番付に豊竹氏太夫の名がある。この芝居は『染模様妹背門松』の初演であり、「上の巻 小山屋の段」を語っている。
『増補浄瑠璃大系図』は「同五年同六年と同所にて続て勤め同七年庚寅九月より道頓堀豐竹座再興にて座本豊竹和歌三太夫豊竹島太夫豊竹駒太夫両名なり同」と記すが、番付上、氏太夫の出座は確認できず、明和8年（1771年）3月豊竹和歌三座で、番付に久々に豊竹氏太夫の名が確認できる。
以降も同年中は、座本を豊竹和歌三が、櫓下を師匠二代目豊竹島太夫が勤める芝居に出勤する。翌明和9年＝安永元年（1772年）3月いなり社内、座本 豊竹定吉、太夫 豊竹氏太夫と紋下となり、『義経腰越状』「三段目 切」を語っている。それまでの豊竹座（系）での役場は端場であったから、破格の出世となる。この年の前半には、伊勢の巡業に参加している。
同年12月には豊竹座（系）に復帰。『艶容女舞衣』の初演に参加。「中の巻 口」を語る。
以降も豊竹座（系）に出座し、安永3年（1774年）9月豊竹定吉座では『鬼一法眼三略巻』「二段目 切奥」と切場を語る。翌安永4年（1775年）3月豊竹座、『菅原伝授手習鑑』では「二段目 切奥」と「四段目 口」を語っており、豊竹座（系）内での地位を固めている（同芝居で二代目島太夫が一世一代で「四段目 切」を語った）同年9月四条通北側西大芝居 都万太夫座『菅原伝授手習鑑』でも「二段目 切奥」と「四段目 口」を語った。
師匠二代目島太夫の引退を機に江戸へ下り、安永5年（1776年）正月江戸肥前座で『桜姫操大全』「第九 切」を語る。同年8月同座『苅萱桑門筑紫轢』で「安永五申ノ春肥前座へ下られ…高野山、近年稀成大評ばん、参詣群集して桟敷も土間も居所なく」と大評判をとる。以降も江戸で出座を続ける。
天明元年（1781年）3月江戸肥前座『鎌倉三代記』「第七 切」豊竹氏太夫 鶴澤蟻鳳と番付にあり、相三味線が初代鶴澤蟻鳳であったことがわかる。同年『蘭奢待新田系図』「四段目」を名残浄瑠璃とし、江戸を去り、大坂へ上る。『義太夫執心録』に「其次、伊達競七シ目、大鳥村などは常体の評也。名残が蘭著待四段め」とある。
天明2年（1782年）3月北の新地芝居『替唱歌糸の時雨』に初代染太夫、二代目綱太夫らと出座。この大坂上りより豊竹氏太夫を竹本氏太夫と竹本姓に改める。
同年10月道頓堀東芝居豊竹座 座本近松門左衛門 太夫竹本氏太夫と紋下に。『汐境七草噺』「第八 奥」を語る。口は二代目綱太夫が語っている。以降も、道頓堀東芝居で紋下を勤める。
天明3年（1783年）2月同座では『和田合戦女舞鶴』「三段目 切詰」を語る。この芝居で二代目綱太夫が『関取二代鑑』「秋津島の段 奥」を語っている。この芝居の番付に「初代豊竹氏太夫改姓竹本ヲ名乗ル櫓下卜成ル」と書き込みがあるが、前述の通り既に竹本姓に改姓し、櫓下（紋下）となっている。
以降の、氏太夫については、翌天明4年（1784年）5月に没していたことは定かであるが、最後の出座に関しては諸説存在する。
『増補浄瑠璃大系図』は、「同年中続て勤同四年甲辰正月二日より太平義臣礎是を勤めてふと病気差発終に養生叶はず死去せられぬ尤月日法名等詳かならず追て聞調後巻に出す」と、1月北堀江市の側芝居『太平義臣礎』に出座した後、病を得て死去したとする。
しかし、『義太夫年表 近世篇』が整理するように、『外題年表・寛政版』には「同（天明）四年辰正月二日本不出豊竹氏太夫死去す」とあり、『太平義臣礎』の出座には疑問が残る。また、『義太夫執心録』の「二度目の下りがかしぐ新屋敷成しが、其五月、是も古人と成」との記載によれば、江戸で『八重霞浪花浜荻』「新屋敷の段」に出座し、5月に没したことになる。

## 二代目
（寛延3年（1750年） - 天保4年7月24日（1833年9月7日））
初代竹本和太夫 ⇒ 二代目竹本氏太夫 ⇒ 四代目竹本政太夫
三代目竹本政太夫の門弟。通称を若狭屋藤助、氏政（氏太夫の政太夫）。『増補浄瑠璃大系図』は「備後町若狭屋藤助事通称上人」と記す。
初出座は明らかではないが、宝暦12年（1762年）江戸土佐座『仮名手本忠臣蔵』「第三」「第七 坂内」「第十一」を語る竹本和太夫が番付上確認できる。また、宝暦14年＝明和元年（1764年）3月刊行『評判角芽芦』に「土佐座 和太夫」とあるため、江戸に竹本和太夫が存在している。
『増補浄瑠璃大系図』は「三代目竹本政太夫門弟にして大坂内平野町の住人にて通称若狭屋藤助といふなり明和四年丁亥九月二十五日より応神天皇八白幡此時初て出座して竹本和太夫と云なり」と、明和4年（1767年）9月を初出座とするが、『義太夫年表近世篇』では当該芝居を確認できない。9月に『応神天皇八白幡』を上演したのは、安永8年（1779年）のことで、確かに竹本和太夫が出座しているが、後述の通りこの安永8年（1779年）が初舞台ではない。
明和5年（1768年）10月阿弥陀池門前幾竹島吉座上演の『傾城浪花をだ巻」の正本によれば、和太夫が出演している。
この間出座がないが、『増補浄瑠璃大系図』は、「師匠政太夫と改名して東京戻りに出勤なれ共和太夫は外約束有て暫らく退座致す」と記す。
明和7年（1770年）5月竹本座『太平頭鍪飾』「第弐 口」を語る竹本和太夫が番付上確認できる。以降も竹本座に出座。同年11月同座では、師三代目政太夫や、初代綱太夫、初代咲太夫らと一座。同年12月竹田新松座『双蝶々曲輪日記』では「第一 浮瀬の段」「第七 道行菜種の乱咲」を語る。
明和8年（1771年）正月竹本座『妹背山婦女庭訓』の初演で「大序」「四段目 道行（求馬）」「四段目 切ツレ」を語る。同年8月竹本座『菅原伝授手習鑑』「初段 中」を語ったのを最後に、『義太夫年表近世篇』では竹本和太夫の名が番付上確認できなくなる。
次に竹本和太夫の名が現れるのは、8年後の前述の安永8年（1779年）9月道頓堀西の芝居竹本政吉座『応神天皇八白幡』である。
翌安永9年（1780年）正月竹本座太夫竹本政太夫『立春姫小松』で五段目を語る。
安永10年＝天明元年（1781年）3月頃豊竹与吉座『伊達競阿国戯場』「曲輪の段」「土手の段」を語る豊竹和太夫が番付上確認できるが、竹本和太夫と同一人物かは不明。10月以前同座『芦屋道満大内鑑』「二段目 口」にも豊竹和太夫がいる。
天明2年（1782年）9月道頓堀筑後芝居竹本太市座太夫竹本染太夫で『双子隅田川』「二の切 口」『新舞台あやつり能』「江口ありをどし」を語る。以降も座本竹本太市、太夫竹本染太夫の芝居に出座し、端場を語る。
天明3年（1783年）9月四条通南側大芝居蛭子屋吉良兵衛座『伊賀越道中双六』「第四」「第六」「第九」を語る。以降、竹本和太夫の名が『義太夫年表近世篇』では確認できないが、初代氏太夫が天明4年（1784年）5月に没した後、天明5年（1785年）12月道頓堀若太夫芝居竹本千太郎座後見竹本政太夫『菅原伝授手習鑑』「弐段目 口」を竹本氏太夫が語っており、この芝居までに二代目竹本氏太夫を襲名している。
『増補浄瑠璃大系図』は「天明八年戊申十二月二十五日より最明寺殿由緒礎此時改名有て竹本氏太夫」「同八年戊申十二月二十五日より初日にて最明寺殿由緒礎此時竹本氏太夫改名致第六冊目と八冊目の奥と勤る尤天明四年豊竹氏太夫故人となりし故此度は竹本にて相続致す二代目なり」と、天明8年（1788年）を襲名とし、この12月道頓堀東芝居『最明寺殿由緒礎』で「第六」「第八」を語っているが、和太夫事や和太夫改とは番付に記されておらず、前述の通り誤りとなる。
以降も、師三代目政太夫が出座する道頓堀東芝居の座本竹本千太郎の芝居に二代目氏太夫として出座している。
竹本和太夫の名跡はこの二代目氏太夫＝四代目政太夫の門弟に受け継がれていくことになる。自身の門弟にも二代目竹本和太夫を名乗らせ、後に五代目竹本内匠太夫を襲名している。八代目竹本綱太夫も自身の弟子に竹本和太夫と名付けている。
寛政改元後も、師三代目政太夫に従い竹本座へ出座。この頃より切場を語るようになる。
寛政2年（1792年）11月道頓堀筑後芝居竹本座『恋伝授文武陣立』の町太夫改三代目竹本春太夫襲名披露で「第三」「第四」を語る。師匠三代目政太夫や二代目岡太夫らと一座。
寛政3年（1791年）2月道頓堀筑後芝居竹本徳松座『祇園祭礼信仰記』では、序切と三代目中（切は師三代目政太夫）。同年8月道頓堀東芝居竹本千太郎座『仮名手本忠臣蔵』では大序、第六 切、第七掛合を語っている。この芝居で、「第六 口」と氏太夫の端場を勤め、同門である加太夫事二代目竹本土佐太夫（後の竹本播磨大掾）の襲名が披露されている。
同年12月道頓堀東芝居竹本栄次郎座『本朝廿四孝』では師三代目政太夫の語る三代目切の端場を勤める。大序を門弟の二代目竹本和太夫が語っており、後に五代目内匠太夫となる。
寛政4年（1792年）道頓堀東芝居竹本千太郎座にて師三代目政太夫が竹本播磨大掾を『近江源氏先陣館』「第八 切」で披露した芝居で（この受領は義太夫節の太夫としてではなく薬種商でのものであったためすぐに差し止めとなる）、その端場を勤める等、氏太夫の三代目政太夫一門における地位が番付から読み取れる。（なお、大序と第十の掛け合いの筆頭も氏太夫の役場）同年10月28日より京四条北側東芝居『本朝廿四孝』「第弐 切（出がたり）」「第三 中」の番付が存在するが、翌11月11日初日の道頓堀東芝居竹本千太郎座は竹本播磨大掾披露の2ヶ月目で、氏太夫の名が『鬼一法眼三略巻』「初段 切」にあり、京の芝居がすぐに閉場したのか、どちらかに出座しなかったのは疑問が残る（この点を『義太夫年表近世篇』が指摘）
寛政5年（1793年）7月名古屋稲荷御社内『仮名手本忠臣蔵』で「九つ目 切」を出語りで勤める。
寛政6年（1794年）10月大坂北之新地芝居『敵討優曇華亀山』で「金谷の宿 切」を勤める。正本の太夫三味線役割によれば、三味線は鶴澤仲助である。
寛政7年（1795年）刊行『役者時習講』「諸芝居持主名代座本并ニ座出勤連名 太夫方之分并ニ実名付」に「氏太夫 藤介」と記されている。
寛政9年（1797年）2月道頓堀東の芝居で『男作五雁金』「紺屋の段 切」を出語りで勤める。番付上「出がたり」と記されているのは、氏太夫と二代目綱太夫（『中将姫古跡の松』「三の切」）のみである。翌3月同芝居でも氏太夫と綱太夫に番付上「出語」の文字が付され、氏太夫は『天網島』「茶屋の段 切」を綱太夫は「増補紙屋の段 切」をそれぞれ勤めている。5月同座も同様で綱太夫が『廓色上』「大津の段 切」を氏太夫が『かつら川』「帯屋の段 切」をそれぞれ「出語」で勤めている。（『かつら川』の「道行恋のしがらみ」に宮園和国太夫と宮園文字太夫が出座）
寛政10年（1798年）既に師三代目政太夫が下っていた江戸に氏太夫も下り、師と一座する。
同年8月大坂『忠臣一力祇園曙』で帰阪。紋下は豊竹時太夫であるが、二代目綱太夫も参加。氏太夫は「ちんざしきのだん」を語った。
同年11月道頓堀東の芝居太夫竹本政太夫 座本竹本岡太夫　太夫豊竹麓太夫『仮名手本忠臣蔵』で「第三」「第六」「第七 かけ合」と「第九」で師三代目政太夫の端場を勤める。麓太夫は「大序」「第七 かけ合」「第八 道行」「第十」を、二代目綱太夫は「第四」「第七 かけ合」「第十」を語った。
寛政11年（1799年）正月京四条北側大芝居太夫竹本政太夫『仮名手本忠臣蔵』で「第三」、「第四　かけ合」を政太夫・麓太夫・氏太夫で勤め、「第七　かけ合」三枚目。「第九」で師三代目政太夫の端場を勤める。翌2月北の新地芝居では『和田合戦女舞鶴』「二段目 奥」、『紙屋治兵衛』「茶屋の段」で師三代目政太夫の端場を勤める。同年3月道頓堀東芝居『菅原伝授手習鑑』「序切」「二段目 切」で師三代目政太夫の端場、「四段目 口」をそれぞれ語る。4月同座『纐纈紺屋譜』で「序切」「かけ合 七ぐさ四郎」「四段目 中」を勤める。正本の「浄瑠璃太夫三味線役割」によれば氏太夫を竹澤宗七が弾いている。
以降も、師三代目政太夫の一座に出座。文化年間も麓太夫が紋下を勤める芝居に出座。師三代目政太夫が出座する場合には、その芝居に出座を続ける。政太夫が出る場合には、その端場を勤めることが多かった。
文化4年（1807年）5月5日道頓堀角丸芝居『元祖竹本義太夫百廻忌追善浄瑠璃』に出座。同年10月京寺町泉式部境内芝居太夫竹本政太夫『仮名手本忠臣蔵』で「四段目」（同段の前に政太夫の名がある）、「六段目」「七段目」を語る。『義太夫執心録』によれば、七段目では由良助を勤める。
文化6年（1809年）師の名跡である竹本政太夫の四代目を襲名したとされるが、『増補浄瑠璃大系図』では記述に混乱がある。「文化六年己巳年師三代政太夫の名跡を譲り受師を伴ひ東京へ赴く此時竹本政太夫と改名致す是四代目なり」と、文化6年に師三代目政太夫を伴い、東京へ赴いた際に四代目政太夫を襲名したという記載となるが、「同年冬竹本政太夫と改名致し同七年庚午五月より師匠同道にて東京へ赴く竹本政太夫にて葺屋町芝居へ出勤先政太夫も倶に出勤故此時竹本播磨太夫と名乗て勤らるゝ同八年辛未五月目出度打上て帰坂致さる、跡にて播磨太夫病気にて終に彼地にて七月十四日行年八十歳にて果らるゝ」という記載もある。また、同年8月刊行の「三ヶ津浄瑠璃太夫三味線人形見立相撲」には「勧進元 政太夫事播磨屋理兵衛」「東小結 大坂 氏太夫事竹本政太夫」とある。（東前頭にも「巻代改氏太夫」がいる）このため、文化6年の8月までに襲名が行われたのか、あるいは同年の冬なのか。師三代目政太夫を同道し、東京へ下ったのは文化6年か翌7年かという疑問が生じるが、『増補浄瑠璃大系図』に文化6年3月に氏太夫が政太夫に宛てた四代目政太夫襲名に際し差し入れた証文の写しが収録されている。
「一札
　一竹本政太夫と申名前之義は浄瑠璃芸道に於大切之曲名にて師父先代より御譲受御相続
　被成候処御長病に付此度門弟中并御親類方御相談之上未熟之私へ御譲り可被下候段恐入
　難有奉存然る上は此後出世仕右芸名瑕瑾無之様諸事相慎大切に相守可申候旦又首尾能
　相続仕候後にて他へ相譲候共御親類方并師父直門弟中へ相談之上にて曲名相続可仕人へ
　相譲り可申候其余にても勝手に名前譲り取計仕候義は決て仕間舗候為後日一札依如件
　文化六巳年三月
　竹本氏太夫　印
　竹本政太夫殿
ヶ様成証書を入る事尤に候以後名跡相続被成候人は是を証として大切に可被成候としか云」
このように文化6年3月に氏太夫名義で師三代目政太夫に証文を差し入れていることから、四代目政太夫襲名は3月以降となる。
また、『義太夫年表近世篇』収録の番付では、5月御霊境内芝居『太平記忠臣講釈』「四つ目 切」『男立五雁金』「紺屋の段 切」を語る竹本氏太夫が確認でき、次に氏太夫が番付上に現れるのが、8月道頓堀角の芝居『自来也物語』で番付上は豊竹氏太夫となっており、同芝居には竹本政太夫の名も確認でき、二代目政太夫場である『菅原伝授手習鑑』「道明寺の段 切」を語っており、門弟の三代目氏太夫が同段の次を語っている。
以上から、5月の御霊の芝居を打ち上げ、8月に道頓堀に戻る間に、江戸に下り、葺屋町芝居で四代目政太夫を襲名（師三代目政太夫が初代播磨太夫を襲名）したと整理できる。これであれば、同年8月刊行の見立番付に「政太夫事播磨屋理兵衛」「氏太夫事竹本政太夫」「巻代（ママ）改氏太夫」記載があることと整合する。
同年12月北の新地芝居では『義経千本桜』「狐の段 切」とこちらも二代目政太夫場を語っており、竹本政太夫を襲名したことを強く意識している（三味線は初代鶴澤伝吉）
また、翌文化7年（1810年）3月北の新地芝居では『国性爺合戦』「三段目 切」とこちらは初代政太夫場を語っている。5月北の新地芝居『敵討優曇華亀山』で「十左衛門屋しきの段 切」等を語っており、『増補浄瑠璃大系図』の「同七年庚午五月より師匠同道にて東京へ赴く竹本政太夫にて葺屋町芝居へ出勤先政太夫も倶に出勤故此時竹本播磨太夫と名乗て勤らるゝ」は誤りであることがわかる。続く出座が同年8月道頓堀大西芝居のため、5月に江戸に下り、8月に大坂へ上るというスケジュールも考えられるが、『増補浄瑠璃大系図』は「同八年辛未五月目出度打上て帰坂致さる」とするため、こちらも矛盾が生じる。その8月の道頓堀大西芝居は『三日太平記』を立て、政太夫は「小田居茶屋の段 切」を語っているが、「故竹本綱太夫七回忌追善 花の上野誉石碑 志渡寺の段 切」を三代目綱太夫が、「故竹本染太夫廿五回忌追善　大塔宮曦鎧」の中を竹本重太夫（後の五代目政太夫）、切を四代目竹本染太夫がそれぞれ語っており、二代目綱太夫と初代染太夫の追善が行われている。綱太夫にとっても染太夫にとっても政太夫は師匠の名跡となる。
文化9年（1812年）正月いなり社内の文楽の芝居に初出座。演目は『曽我会稽山』で「鎌倉海辺の段」「ほん田やかたのだん 切」を語る。翌2月同座『仮名手本忠臣蔵』では「扇ヶ谷のだん」「一力のだん（由良助）」「山科の段 切」を語る。番付には太夫本竹本理太夫とあるだけで、紋下の太夫はいないものの、山科の切を語っていることから、政太夫が実質的な紋下であることがわかる。しかし3月同座には出座せず、文楽の芝居を離れる。（以降文楽の芝居には4月より三代目綱太夫が紋下格で入座）
8月京六角堂境内芝居で初代政太夫場である「切狂言 鬼一法眼三略巻 三之切」を出語りで語る。三味線は初代伝吉。翌9月同座では太夫竹本弥太夫 太夫竹本政太夫と紋下に就任。『仮名手本忠臣蔵』「第七 由良助」「第九 切」を語る。
文化10年（1813年）正月京和泉式部境内芝居で太夫竹本政太夫　太夫竹本土佐太夫と同門の二代目土佐太夫をワキに筆頭の紋下となる。『妹背山婦女庭訓』「三段目 切」掛合で背山（妹山を土佐太夫）、『国性爺合戦』「三段目 切」を語る。2月同座も同様で『碁太平記白石噺』「新吉原の段 かけ合」の筆頭、『楠昔噺』「三段目 切」をそれぞれ勤める。9月座摩境内『国性爺合戦』「三段目 切」を語り、帰坂。
以降も、京大坂各地に出座するが、文化14年（1817年）7月御霊境内の紋下に就任。『ひらかな盛衰記』「三段目 切」を語る。『新うすゆき物語』「切腹の段 切」で初代染太夫三十三回忌追善が行われている（四代目染太夫が同段を語る）。
翌文化15年＝文政元年（1818年）刊行「三ヶ津太夫三味線人形見立角力」では「行司 竹本政太夫」とある。
文政4年（1821年）8月いなり社内（文楽の芝居）の紋下に就任。『姫小松子日の遊』「三段目 切」を語る。
文政6年（1823年）11月いなり社内に三代目綱太夫が加わるが、筆頭の紋下は政太夫であり、綱太夫は太夫本 竹本季太夫を挟み、ワキの紋下となった。三代目綱太夫の役場は彦山の九段目 切であり、政太夫は教興寺村 切である。
文政7年（1824年）2月までいなり社内の文楽の芝居の紋下を勤め、3月より座摩社内の紋下へ移る。これはそれまで座摩社内の紋下を勤めていた播磨大掾が江戸で下ったためである。政太夫は『伊賀越』の「岡崎の段 切」等を語った。しかし座摩境内の紋下はこの芝居のみで、8月は荒木芝居へ移り紋下に。『仮名手本忠臣蔵』の「七段目 由良助」「九段目 切」を語る。9月は奈良瓦堂芝居で紋下。『伊賀越』「岡崎の段 切」を語る。10月は讃岐金毘羅大芝居「大坂堀江一座引越相勤申候」として「岡崎の段 切」を語る。
以降江戸へ下ったためか、文政9年（1825年）2月御霊境内『仮名手本忠臣蔵』で「勘平住家の段 切」を語るが、「江戸 竹本政太夫」と番付にある。この他『三番叟』の翁を鶴澤名八と共に語り、七段目の由良助も勤めている。以降巴太夫が紋下を勤める芝居のスケ（ワキ）の紋下となる。同年8月よりは高津境内稽古場の紋下に。同年の見立番付では惣後見に座る。
文政10年（1826年）7月堀江荒木芝居の紋下に。「岡崎村の段 切」他を語る。翌8月同座では三代目綱太夫と並びの紋下となる。10月よりは巴太夫が紋下を勤める芝居（御霊境内等）のワキの紋下となる。
文政11年（1827年）7月稲荷境内の文楽の芝居の紋下に復帰。11月堺宿院芝居で筆頭の紋下に。太夫竹本政太夫　太夫本竹本春太夫　太夫竹本綱太夫と記され、四代目春太夫（サカイ）と代数外の春太夫（江戸）が共演した芝居で『木下蔭狭間合戦』「第九 切」を語る。
文政12年（1828年）正月北堀江市の側芝居に出座し紋下に座る。『伊賀越敵討』を立てるのも、政太夫は「政右衛門屋敷の段 切を語り、岡崎を一座する三代目綱太夫に譲る。また、政太夫は『楠昔噺』「生駒山どんぶりこ」も語る。また、素人藍玉が徳太郎内を語り竹本組太夫を襲名している。『元木家記録』には「一大坂素人浄留里名人阿波屋太兵衛当冬より太夫仲間入仕政太夫弟子ニ成組太夫卜名乗り、翌丑正月より市ノ川ニ而芝居始、政太夫真ニ而楠昔噺相始組太夫三段目切相勤甚大当りニ而御座候」とある。
続く3月同座は三代目綱太夫がワキの紋下に座る。5月北の新地芝居に移るも同様。
同年刊行の見立番付では東大関に座り、名実ともにトップの太夫となる。東関脇が三代目綱太夫。（別版では東大関政太夫、西大関綱太夫となっている。これは西大関の播磨大掾が没したため）
文政13年＝天保元年（1830年）2月北堀江市の側芝居の番付に「太夫 竹本征太夫」と記され、確かに『菅原伝授手習鑑』「弐段目 切」を竹本征太夫が語っている。3月京四条北側芝居では太夫竹本政太夫となり、名を変えたわけではない。
4月堺南新地芝居で紋下を勤め、『心中天網島』「河庄の段 切」を語ったのを最後に、『義太夫年表近世篇』では出座が確認できない。『増補浄瑠璃大系図』によれば既に81歳である政太夫は、11月に難波村土橋西詰の泉湯という料理屋で門弟を揃え、一世一代で姫小松の三段目を語り、引退。名を文松翁と改めた。確かに同年9月のの見立番付では「後見政太夫事竹本文松翁」とある。
「出勤なく夫より引込当年八十一才になられ一世一代を勤るよしにて同十一月難波村土橋西詰にて泉湯と云料理屋にて催さる、夜に入ての露払とて橋弁慶組太夫勤る次に一ノ谷みをくり迄岡太夫次に忠臣蔵三つ目久太夫次に三日太平記九重太夫是にて中入忠臣蔵松切の段氏太夫姫小松三段目政太夫勤られ是より文松翁と改名有て其後五代目政太夫名前は重太夫へ譲らるゝ夫より隠居の身にて子息木屋卯兵衛殿大切に致さるゝ時に人命限り有て天保四年癸巳七月二十四日行年八十四才にて黄泉へ赴かる」「老年に及びて難波村土橋西詰泉湯と申席貸にて一世一代の大会を催し名を文松翁と改めらる其後は若き太夫などに教訓又は口伝譲り是を楽しみとして終に天保四年癸巳七月二十三日行年八十四歳にて黄泉へ赴かれたり法名専誉敬政禅定門」と、『増補浄瑠璃大系図』内でも命日に相違がある。
また、五十回忌にあたる明治15年（1882年）墓所の法界寺の石碑を営繕し、政太夫の孫が施主を勤めたとある。加えて、長水の筆による肖像画が存在し、小山藍洲が記した賛の写しが『増補浄瑠璃大系図』に記されている。

## 三代目
初代竹本美代太夫 ⇒ 三代目竹本氏太夫
四代目竹本政太夫（二代目氏太夫）の門弟。
『増補浄瑠璃大系図』には「初名は竹本美代太夫也四代目政太夫門弟にて西京住居なりしが大坂にて修行を致さるゝ也寛政の始より師に付て諸々出座致し」とあり、寛政6年（1794年）道頓堀若太夫芝居『義経腰越状』で「初段 中」を語る竹本美代太夫がいる。
紋下は麓太夫で、師二代目氏太夫は同座していないが、同門の二代目和太夫（後の五代目内匠太夫）らが一座している。以降も様々な芝居に出座するが、師二代目氏太夫との一座は寛政10年（1798年）10月堀江市の側芝居となる。
寛政11年（1799年）7月道頓堀若太夫芝居に出座。番付上、豊竹美代太夫となる。しかし、豊竹咲太夫、豊竹伊達太夫とあるように、内匠太夫のみ竹本内匠太夫とあり、その他の太夫は強制的に豊竹姓となっている。
翌寛政12年（1800年）冬荒木座で竹本美代太夫に戻るが、以降も豊竹美代太夫とする番付もある。
文化6年（1809年）7月御霊境内芝居で『出世握虎稚物語』「長浜の段 切」で切場を語る。江戸で氏太夫改四代目竹本政太夫の披露をした師が大坂に戻ったため、美代太夫が師の前名氏太夫の三代目を相続する。翌8月道頓堀角の芝居『自来也物語』「椎津館の段」『菅原伝授手習鑑』「道明寺の段 次」を語る（切は師政太夫）。番付上は、豊竹氏太夫となっている。同年12月北の新地芝居より竹本氏太夫に戻る。
同年の見立番付では「東前頭　巻代改竹本氏太夫」と記されるが、巻代の意味は不明。言うまでもなく前名は美代太夫である。
文化12年（1815年）2月京六角堂境内芝居『花上野誉の石碑』「志渡寺の段 切」を語る。
翌文化15年＝文政元年（1818年）刊行「三ヶ津太夫三味線人形見立角力」では「西前頭江戸竹本氏太夫」とあり、本拠地を江戸へ移した。『義太夫年表近世篇』も「氏太夫は文化十三年以後在江戸」と記す。
文政2年（1819年）4月江戸結城座『本朝廿四孝』では二段目奥と三段目切を語る。以降も江戸で出座を続けるが、文政8年（1825年）正月江戸結城座に三代目綱太夫が江戸下りの御目見へ出語りで『関取千両幟』「岩川内の段 切」を勤めた芝居で『鎮西八郎誉弓勢』「七冊目 切」を語ったのが最後の出座か。文政9年（1826年）4月の見立番付の世話人「豊竹氏太夫」とあるのを最後に『義太夫年表近世篇』では氏太夫の名が確認できない。
三代目綱太夫の門弟にして同門の四代目政太夫の門弟である三代目文字太夫が氏太夫を襲名したのは文政12年（1829年）のため、それまでに没したか。詳細は不明である。『増補浄瑠璃大系図』は「文化の末に故人となられしが其年月日法名共詳ならず」と記している。
次の氏太夫は、三代目綱太夫の門弟であり四代目政太夫の預かりである三代目文字太夫が相続しているため、この氏太夫が後継者を指名することはなく、師二代目氏太夫＝四代目政太夫の門弟から出ることとなった。

## 四代目
三代目竹本文字太夫 ⇒ 四代目竹本氏太夫
三代目竹本綱太夫の門弟。五代目竹本春太夫・初代竹本越路太夫（鶴澤勝鳳）らの師匠。通称しげ鶴。
「三代目綱太夫三綱翁の門弟にて大坂島の内住人通称しげ鶴と云与兵衛文字太夫の名を譲り受中年より出て竹本文字太夫にて出勤す文政三年の春より出て相応の役割を受取勤めらる、也尤評判宜敷」と、『増補浄瑠璃大系図』にあるように、中年よりいきなり文字太夫で出座した。
竹本文字太夫の代々には混乱があり、初代は大和掾の門弟であり、二代目は播磨大掾（二代目土佐太夫）の門弟で後に三代目竹本島太夫となった人とするのもあるが、
豊竹山城少掾は「文字太夫歴代
初代ハ越前少掾之（東ノ元祖）門人ニテ大和屋茂兵衛／ト云フ初代ハ豊竹文字大夫ヲ名乗ル／延享二年越前之一世一代興行ヲ終リ同年八月／ヨリ西之竹本芝居へ出勤此時ヨリ竹本改性ス
○
二代ハ二世組大夫之門人ニテ後ニ三代目組大夫ヲ／襲名セリ　
○
三代ハ三世綱大夫（飴屋）之門人ニテ後ニ／三世竹本氏太夫ト成」
と整理している。氏太夫の代数については後述の通り。
しかし、与兵衛文字太夫とあるのは、寛政年間に活躍した豊竹文字太夫のことであり、寛政7年（1795年）刊行『役者時習講』「諸芝居持主名代座本并ニ座出勤連名 太夫方之分并ニ実名付」に「文字太夫　与兵衛」とあることから、『増補浄瑠璃大系図』が云う「与兵衛文字太夫は」この人となる。一方、山城少掾が二代目文字太夫とする三代目組太夫である文字太夫は、初代岡太夫の門弟である通称を靱組太夫といい、二代目組太夫（元豊竹八十太夫）の門人であり、『増補浄瑠璃大系図』は「二代うつぼ組太夫門弟にて東京住人にて彼地にての門人なり元竹本文字太夫と云なり」と記す。
『義太夫執心録』に「文字太夫四郎兵へ中の座へ下られ、目見へが寿門松新町（天明三年也。……後組太夫と改め次第に評判よく」とあることから、この四郎兵衛文字太夫が、三代目組太夫であり、山城少掾が整理する二代目文字太夫となる。
文字太夫改氏太夫の襲名披露と同じ芝居で、続く組太夫を、二代目氏太夫＝四代目政太夫の門弟の素人藍玉が、襲名していることから、組太夫の前名としての文字太夫や、組太夫の名跡も二代目氏太夫＝四代目政太夫が預かっていたことがわかる。
この三代目文字太夫の四代目氏太夫襲名は、文政12年（1829年）正月北堀江市の側芝居太夫竹本政太夫『伊賀越敵討』「沼津里の段」で、師三代目綱太夫は「岡崎の段 切」を、同じく師の四代目政太夫は「政右衛門屋敷の段 切」を語っている。前述の通り同時に藍玉事竹本組太夫の披露も行われており、先代文字太夫は、文字太夫から組太夫を襲名していたが、組太夫は素人藍玉のもとへ行き、文字太夫は師四代目政太夫の前名である氏太夫を襲名することとなった。
このため、「与兵衛文字太夫」と「四郎兵衛文字太夫」が同一人物かは疑問であるが、氏太夫となった文字太夫の先代は組太夫となった文字太夫であるため、山城少掾の整理が正しい。
また、山城少掾は、「三代目竹本氏大夫三代目／文字太夫改／法名（妙法）眞諦院我楽日浄信士／弘化四丁未年十一月廿五日行年五十八／中寺町高津表門筋南ヘ入東側／妙堯寺ニ石碑有／五代目竹本春太夫之師匠也／大系図ヲ見レバ四代目氏太夫ニナリマスガ如何／仲間デハ三代目ト申テヲリマス／飴屋綱太夫ノ門人ニテ文政十二年正月／堀江市之側芝居興行之時伊賀越沼津／之段ヲ語リ改名披露アル此時三十九才」と記し、この文字太夫改氏太夫を仲間内では三代目であるし、『増補浄瑠璃大系図』を見れば四代目であるとする。そのため、一人の氏太夫を代数に数えていないことになるが、二代目氏太夫＝四代目政太夫の門弟から、2人の氏太夫が出ているため、代数外の候補は初代氏太夫か美代太夫の氏太夫となるが、紋下を勤めたほどの大立物である氏太夫を代数に数えないわけはなく、美代太夫の氏太夫が外れていることとなる。確かに、美代太夫の氏太夫の門弟から次の氏太夫は出ず、師二代目氏太夫＝四代目政太夫の門弟から出ていることや、主に東京で活躍したこと等が外された理由として考えられるが、三代目政太夫改初代播磨太夫、二代目氏太夫改四代目政太夫という一連の襲名の中で、美代太夫改氏太夫も行われており、政太夫と同座していることからも、この美代太夫が三代目氏太夫であり、文字太夫改氏太夫を四代目とするのが妥当である。山城少掾の「仲間デハ三代目ト申テヲリマス」「大系図ヲ見レバ四代目氏太夫ニナリマスガ如何」という書きぶりにも暗に四代目が正しい（三代目は仲間内の話）という含みが感じられる。また、『増補浄瑠璃大系図』が「三綱翁門弟にて大坂にて四代政太夫の預りと成氏太夫名前相続」と記し、天保7年（1836年）「三ヶ津太夫三味線人形改名師第附」では「綱太夫改三綱翁改　後故人竹本政太夫門弟　文字太夫改　竹本氏太夫」とあるように、三代目綱太夫の門弟から、二代目氏太夫＝四代目政太夫の門弟となったとする。大坂島の内住人である三代目綱太夫の素人の門弟しげ鶴（所謂バケモノ）が、中年よりプロとして大坂でデビューするにあたり、綱太夫の師匠名跡である政太夫（三代目綱太夫と四代目政太夫が一座する場合には、紋下は政太夫であり、綱太夫はワキの紋下だった）の門弟となった。また、いきなり文字太夫という大名跡でデビューするにあたり、大坂の政太夫の顔を立てないわけにはいかなかったという事情もある。（そもそも前述の通り文字太夫名跡を預かっていたのは二代目氏太夫＝四代目政太夫）加えて、後述の通り基本的にこの三代目文字太夫＝四代目氏太夫は三代目綱太夫と一座している。
『増補浄瑠璃大系図』に「文政三年の春より出て相応の役割を受取勤めらるゝ也尤評判宜敷追々出精して文政六年癸未十二月二十八日より稲荷文楽芝居にて蘭箸待此時出勤して」とあるように、文政3年（1820年）より芝居に出勤したとする。確かに『義太夫年表近世篇』によれば『見世物雑志』に同年2月名古屋清寿院境内に竹本文字太夫が出演したとある。
翌文政4年（1821年）10月堺宿院芝居にも竹本文字太夫が出演。文政5年（1822年）正月淡路小林六太夫座に竹本菊太夫（後の三代目長門太夫）が出演し、その際の様子を『増補浄瑠璃大系図』は以下のように記す。「通称新玉新太夫と云人明年（文政五）春は小林六太夫座の座頭らに行咄故文字太夫（菊太夫の師）より此人を頼巍共々出勤の約束致し」「其年冬分迄目出度勤め場上りして帰阪す六太夫座よりも明年も出勤を頼承に登りしかど文字太夫大悦にていやいや、田舎廻りの修行は一年にて宜敷」
文政6年（1823年）2月京四条北側芝居太夫豊竹巴太夫に豊竹文字太夫が出演。師三代目綱太夫も一座。文字太夫の役場は『絵本太功記』「山崎合戦の段 かけ合」。同年4月御霊社内太夫豊竹巴太夫の芝居で『本朝廿四孝』「五段目」を豊竹文字太夫が語る。同年6月北新地芝居太夫竹本綱太夫の芝居で『初あらし元文噺』「新地茶屋の段 口」で、切の三代目綱太夫の端場を勤める。竹本文字太夫として、師三代目綱太夫の端場を勤めているため、後に氏太夫となるその人であるとわかるが、これ以前の文政3年（1820年）からの文字太夫（豊竹文字太夫含め）が氏太夫となる人かは断定できない。
9月京四条北側大芝居太夫豊竹巴太夫の芝居に師三代目綱太夫は出座しているが、文字太夫は出座せず。一方、11月いなり社内太夫竹本政太夫　太夫竹本綱太夫に文字太夫は出座せず、同月は御霊社内太夫豊竹巴太夫の芝居に出座している。役場は『日本賢女鑑』「十一冊目」であり、いなり社内の文楽の芝居では役がなかったか。
『増補浄瑠璃大系図』にもある通り12月はいなり社内の文楽の芝居に出座。紋下は四代目政太夫であり、文字太夫は『蘭奢待新田系図』「弐段目 口」『伊呂波蔵三組盃』「宿替の段　口」を語った。
翌文政7年（1824年）も四代目政太夫が紋下を勤める文楽の芝居に出座。「大坂にて四代目政太夫の預りと成」とあるように、やはり大坂から離れるのはまだ難しかったと見える。3月より師四代目政太夫は座摩社内へ移り、以降諸座を転々とするが、文字太夫はいなり社内に出座し続けている。
文政9年（1826年）正月いなり社内太夫竹本綱太夫で『艶容婦舞衣』「酒屋の段 口」と師三代目綱太夫の端場を語る。2月同座『有職鎌倉山』「弐冊目 切」『加賀見山旧錦絵』「長局の段 口」を語る。「長局の段 切」は師三代目綱太夫と湊太夫がかけ合で勤めている。
3月同座『伊賀越』でも師三代目綱太夫の端場として「岡崎の段 口」を語っており、文字太夫に対する信頼がうかがえる。（その他「円覚寺の段 中」で湊太夫の端場。「木辻揚屋の段 かけ合」を語る。シンは師三代目綱太夫）
続く5月同座まで師三代目綱太夫がいなり社内の紋下を勤め。文字太夫は『夏祭浪花鑑』「第五　安居天神の段」を語る。文字太夫は7月より御霊社内の芝居へ出座。『御所桜堀川夜討』「橋弁慶の段」を語る。8月は師三代目綱太夫が出演する京四条北側大芝居に出座。『一谷嫩軍記』「序切」『三日太平記』「八つ目」『女舞剣紅楓』「今宮広田の段」のシンを勤める。同月の続く芝居でも『箱根霊験躄仇討』「順慶館の段 切」「餞別の段 奥」を語っている。9月京四条道場芝居太夫竹本綱太夫では『ひらかな盛衰記』「序切」「三段目 跡（笹引）」と、序切に立端場が文字太夫の役場として定着している。同年の見立番付では「東前頭　大坂竹本文字太夫」とある。
文政10年（1827年）正月阿弥陀池境内に出座。『源平布引滝』「序切」『恋飛脚大和往来』「新口村の段 切」を語る。3月同座太夫竹本綱太夫『ひらかな盛衰記』「三段目 笹引の段」「四段目 神崎揚屋の段 切」を語る。以降同年は師三代目綱太夫の名古屋巡業に従う。
文政11年（1828年）正月いなり社内『妹背山婦女庭訓』「四段目 奥（杉酒屋）」「道行」のシンを語る。綱太夫は同座せず。翌2月より再び師三代目綱太夫の名古屋巡業に従う。3月の『本朝廿四孝』では「二段目 切」「三段目 中」（切は綱太夫）を語る。8月の『絵本太功記』では「久吉陣屋の段 切」「尼ヶ崎の段 口」（切は綱太夫）を語る。11月堺宿院芝居太夫竹本政太夫　太夫本竹本春太夫　太夫竹本綱太夫と記され、四代目春太夫（サカイ）と代数外の春太夫（江戸）が共演した芝居で『木下蔭狭間合戦』「第七 口」と切のサカイ春太夫の端場を勤め、切浄瑠璃の『嫗山姥』「御殿の段」も語る。文字太夫としての出座はこれが最後となった。
前述の通り、文政12年（1829年）正月北堀江市の側芝居太夫竹本政太夫『伊賀越敵討』「沼津里の段」で文字太夫改四代目竹本氏太夫を襲名。3月北堀江市の側芝居太夫竹本政太夫 太夫竹本綱太夫の芝居では『小野道風青柳硯』「三段目 中」で三代目綱太夫の端場を語り、『持丸長者黄金笄』「新町揚屋の段 切」を語った。5月まで北新地芝居を勤め、7月より京へ。8月京四条道場芝居太夫竹本綱太夫『立春姫小松』では「弐段 切」と『妹背山婦女庭訓』「三段目 ひなどり」を勤める。大判事が師三代目綱太夫、定高が三代目重太夫（五代目政太夫）である。10月より兵庫に移り『木下蔭狭間合戦』「五つ目 切」と氏太夫襲名披露狂言でもある『伊賀越道中双六』「沼津里の段」を語っている。同年の見立番付にも「東前頭　文字太夫事竹本氏太夫」とある。
翌文政13年＝天保元年（1830年）師三代目綱太夫は名古屋への巡業に行くが、氏太夫は2月北堀江市の側芝居太夫竹本征太夫の芝居に出座。『菅原伝授手習鑑』「弐段目 中」『岸姫松轡鑑』「三段目 切」を豊澤竜甫という三味線弾きと勤める（番付上、太夫付）。5月まで同座に出座。8月いなり社内に出座。『仮名手本忠臣蔵』「桃ノ井館の段」「祇園一力の段 平右衛門」を語る。「祇園一力の段　由良助」「山科の段 切」をむら太夫が語っており、太夫本竹本木々太夫としか番付上ないが、後に四代目綱太夫となるむら太夫が実質的に紋下の芝居。9月師三代目綱太夫は御霊境内の芝居で紋下を勤めるも、氏太夫は筆太夫が紋下の道頓堀竹田芝居に出座。『伽羅先代萩』「北山の段」『恋娘昔八丈』「白木屋の段」を語る。続く11月も竹田芝居に出座し、『伊賀越道中双六』「円覚寺の段 切」「沼津の段」を語る。
翌天保2年（1831年）前半は巡業に出るも、5月御霊社内太夫竹本筆太夫の芝居で帰坂し、『恋飛脚 下の巻』「新口村の段 切」を語る。三味線は鶴澤文三。6月は兵庫津芝居で『伽羅累物語』「御殿の段 切」を語る。三味線は鶴澤文三。9月巴太夫が紋下の御霊社内で『嬢景清八嶋日記』「三段目 口」『東海道四谷怪談』「伊右衛門住家の段 切」を語る。
以降も、御霊社内に出座し、翌天保3年（1832年）正月御霊社内で師三代目綱太夫が紋下を勤め、久々に師弟で一座する。氏太夫は『妹背山婦女庭訓』「二段目 切」「三段目 定高」（大判事は綱太夫）を語る。同月下旬一座で兵庫芝居へ移り、『妹背山婦女庭訓』「三段目 定高」（大判事は綱太夫）と『東海道四谷怪談』「伊右衛門住家の段 切」を語る。これが『義太夫年表近世篇』で確認できる三代目綱太夫の最後の出座であるため、氏太夫はこれを最後に師と共演することはなかった。3月巴太夫が紋下の北堀江市の側芝居に出座。『仮名手本忠臣蔵』「祇園一力の段 おかる」と『東海道四谷怪談』「伊右衛門住家の段 切」を語る。4月兵庫生田境内の素人玄人打交ぜ興行で「新口村の段 切」を豊澤仙座衛門の三味線で語る。9月京四条北側大芝居で『東海道四谷怪談』「伊右衛門住家の段 切」を語る。同年の見立番付では東前頭4枚目。
天保4年（1833年）正月京四条道場芝居太夫竹本筆太夫で『妹背山婦女庭訓』「三段目 定高』『粧水絹川堤』「埴生村の段 切」を勤める。同年師四代目政太夫没。
以降も、筆太夫が紋下の一座に加わり、京大坂名古屋等で出座。
天保5年（1834年）7月いなり境内に復帰。『本朝廿四孝』「二段目 切」「四段目 おく」を語る。翌8月同座『仮名手本忠臣蔵』で「扇ヶ谷の段」「山科の段 口」を語る。「山科の段 切」を語ったのは同門の二代目むら太夫であり、同年12月に四代目綱太夫を襲名している。
氏太夫は10月までいなり社内の芝居に出座し、江戸へ下ったため、四代目綱太夫の襲名披露に参加することはなかった。天保6年（1835年）正月江戸結城座で『奥州安達原』「三の切」を御目江出がたりで勤める。三味線は鶴澤仲助。同芝居で鶴澤吉左衛門が鶴澤勝次郎を襲名。8月は大薩摩座で『義経千本桜』「三段目 切」を語る。
天保9年（1838年）正月江戸結城座『菅原伝授手習鑑』で門弟のさの太夫（後の五代目春太夫）が四代目竹本文字太夫を襲名。役場は『菅原伝授手習鑑』「三段目 中」。氏太夫は「四段目 切」を語った。同年4月同座『伊賀越道中双六』「沼津の段」を氏太夫が語っており、太夫付で三弦鶴澤勝七とある。同年の見立番付では東前頭筆頭に昇格。
天保11年（1840年）正月稲荷社内東芝居太夫竹本重太夫で帰坂。『姻袖鑑』「北岩倉庵室の段」を三味線鶴澤勝七で語る。「江戸 竹本氏太夫」と番付に記される。紋下の三代目重太夫は四代目政太夫の同門で翌2月に五代目政太夫を襲名。三代目綱太夫の同門の四代目綱太夫も一座している。2月同座『仮名手本忠臣蔵』で三代目重太夫が五代目政太夫を襲名。重太夫事五代目政太夫は「一力の段 由良之介」「山科の段 切」を語った。氏太夫は「山崎の段 奥」「天川やの段 切」、綱太夫は「勘平住家の段 切」「一力の段 平右衛門」を語った。五代目政太夫が芝居中に病気となり直ぐに没したため、続く4月より紋下は四代目綱太夫に。氏太夫も引き続き出座。6月は綱太夫と京に出るが、以降は稲荷社内に復帰。綱太夫は御霊社内へ。同年の見立番付では西前頭筆頭。江戸竹本氏太夫とある。別版では西小結江戸竹本氏太夫となっている。
確かに中年からの太夫ではあるが、三代目綱太夫の門弟であり、四代目政太夫の前名氏太夫を襲名していたが、綱太夫は同門の二代目むら太夫が、政太夫は同門の三代目重太夫がそれぞれ襲名することとなり、氏太夫は氏太夫のまま生涯を終えることになる。
天保12年（1841年）8月稲荷社内東芝居太夫竹本綱太夫の芝居で氏太夫は『絵本太功記』「尼ヶ崎の段」となったが、長らく相三味線であった初代鶴澤勝七と18日間稽古をするも、勝七の方から断りを入れ、芝居前に退座してしまったため、三代目豊澤廣助が代役をすることになった。以降、勝七は西宮に引っ込み勝鹿斎を名を改める。
9月同座太夫竹本綱太夫では『菅原伝授手習鑑』「道明寺の段 中」「佐田村の段 切」を語る。同年の見立番付では東小結大坂竹本氏太夫とある。
天保13年（1842年）正月市之側此太夫大芝居太夫竹本筆太夫に出座。4月座摩社内で『摂州合邦辻』「合邦住家の段 切」を語る。以降、北堀江市の側芝居に出座。
天保14年（1843年）6月京四条北側芝居で太夫竹本氏太夫と紋下に就任。『伊賀越道中双六』「岡崎の段 切」を語る。8月より四代目綱太夫が加入し、紋下は綱太夫に。寿太夫改二代目竹本津賀太夫襲名披露であった。9月道頓堀若太夫芝居、11月兵庫芝居と綱太夫の一座に従う。12月五代目染太夫が紋下の道頓堀若太夫芝居に加入。『祇園祭礼信仰記』「天下茶屋の段 切」を語る。門弟五代目春太夫も同座。同年の見立番付では西関脇に昇進。別版では東関脇。
天保15年＝弘化元年（1844年）正月道頓堀若太夫芝居太夫竹本氏太夫と再び紋下に。『鎌倉三代記』「三浦之助住家の段 切」を語る。四代目岡太夫、五代目春太夫、初代勢見太夫らが出座。同月の次の芝居では四代目綱太夫が加入し紋下に。氏太夫は『菅原伝授手習鑑』「丞相別れの段 切」「寺入りの段」を勤める。2月より徳島の巡業へ向かう。3月道頓堀若太夫芝居『本朝廿四孝』「御殿の段 切」を三味線鶴澤勝造で語る番付が出るも、徳島から戻らず、門弟の五代目春太夫が代わった。9月京四条南側芝居で三度紋下に就任。『けいせい朝顔日記』「島田宿屋の段 切」「大井川の段」を語る。続く10月も同座の紋下で『碁太平記白石噺』「新吉原の段 切」を語る。同年の見立番付では東関脇。
弘化2年（1845年）正月新築地周防町浜の文楽の芝居の移転先で『妹背山』「妹山 雛鳥」「御殿の段 切」を語る。4月道頓堀竹田芝居で太夫竹本氏太夫と四度目の紋下に。豊竹若太夫もワキの紋下。『女舞剣紅楓』「二つ井戸の段」を語る。端場は門弟の氏戸太夫。
同年の見立番付「浪華太夫三味線町々評判大見立」では東関脇で〈系図ただしき家柄も昔から成評判もぎやうぎくずさぬ〉氏太夫とある。
翌弘化3年（1846年）の出座は『義太夫年表近世篇』では確認できないが、見立番付では東関脇を維持している。『増補浄瑠璃大系図』に「病気になり長らく伏て居られしが段々重りて終に養生叶はず」とあるように、弘化4年（1847年）11月25日死去。行年58歳。戒名は真諦巷我楽日浄信士。
「石碑は旧千日墓処法花堂の隣に有し処御一新後右石碑後妻お竜殿の寺へ引也」と『増補浄瑠璃大系図』にある。同年の見立番付では西関脇とひとつ降格した。
死去後、五代目春太夫や氏太夫を襲名する氏戸太夫らの門弟は、四代目綱太夫に引き取られた（四代目綱太夫の門弟見立角力にいるこから明らか）。

## 五代目
竹本増太夫 ⇒ 竹本氏戸太夫 ⇒ 五代目竹本氏太夫
四代目氏太夫の門弟。後に四代目綱太夫の門弟。四代目綱太夫の「竹本綱太夫門弟見立角力」の東前頭でもある。
『増補浄瑠璃大系図』では「氏太夫高弟にて大坂上町の住人通称喜三郎といふなり」とあるため、増太夫を名乗っていたことが抜けているが、後述の通り増太夫から氏戸太夫となっている。
竹本増太夫の名は、天保4年（1833年）4月京寺町和泉式部境内の番付に見られるが、師氏太夫は出座していない。
天保6年（1835年）8月江戸大薩摩座『義経千本桜』「大序」を語る竹本増太夫の名があり、この芝居には師氏太夫も出ている。以降も、師氏太夫が出座する江戸の芝居に増太夫の名がある。この頃六代目染太夫の門弟にも増太夫がいるため、京大坂にも増太夫が出ている。
天保11年（1840年）正月稲荷社内東芝居太夫竹本重太夫で師氏太夫と共に帰坂。『契情小倉の色紙』「箱崎松原の段」を語る。4月同座夫竹本綱太夫の芝居で『酒吞童子語』「八瀬里の段 口」「頼光館の段 口」を語る。師氏太夫も一座している。以降も師に従う。同年の見立番付では東前頭。
しかし翌天保12年（1841年）正月稲荷社内東芝居『祇園祭礼信仰記』「女画師住家の段 口」を語り、淡路へ向かうと、『増補浄瑠璃大系図』の氏戸太夫の欄にあるが、登茂太夫の欄には「祇園祭礼信仰記大序勤此時女画師住家の口氏戸太夫役成しが淡路座へ約束有て行し故其替り役勤る」と、氏戸太夫がこの段を勤めずに代役したと記載がある。
天保13年（1842年）8月堀江市の側芝居で帰坂。『菅原伝授手習鑑』「喧嘩の段」を語る。以降も、師氏太夫と同座し端場を語る。
弘化2年（1845年）の見立番付「浪華太夫三味線町々評判大見立」で東前頭で〈まつすぐにかたるは家のゆづりうけあっばりなるおそ立柄〉氏戸太夫とある。この頃は、天保の改革の混乱期であるため、『義太夫年表近世篇』で出座が確認できないが、弘化3年（1846年）の見立番付では東前頭江戸竹本氏戸太夫とあるため、江戸へ下っている。弘化4年（1847年）3月甲府亀屋座の兄弟子五代目春太夫が紋下を勤める芝居に出座。役場は『菅原伝授手習鑑』「道明寺の段 次」「賀祝の段 切」で「下り 竹本氏戸太夫」とある。また、床頭取竹本氏戸太夫ともある。座元鶴澤勝七とあり、三味線筆頭も別書き出しで鶴澤勝七となっている。同年の見立番付では東前頭大坂竹本氏戸太夫となっている。
しかし弘化5年＝嘉永元年（1848年）の見立番付には西前頭江戸竹本氏戸太夫とある。江戸で刊行された見立番付にも「江戸竹本氏戸太夫」とあることや、同年の「浄瑠理太夫三味線師第細見」に「竹本氏戸太夫　故人氏太夫門人始増太夫卜云先年師匠共二江戸へ下り其折柄より頼母敷思ひましたが此節二至リ殊外評判宜今堺町二住ス」とあるため、江戸にいたことは確定する。同年の「三都太夫三味線人形改名録」には増太夫改竹本氏戸太夫とある。同年師が没しているが、以降も江戸で出座した。
嘉永2年（1849年）4月江戸赤城社内で『絵合太平記」「中国水責の段」「嘉平次住家の段 口」を語る。この後、嘉永3年（1850年）の見立番付に西前頭江戸豊竹氏太夫とあり、嘉永4年（1851年）8月江戸両国の芝居に竹本氏太夫が出座していることから、この頃五代目氏太夫を江戸で襲名している。同芝居では『伊賀越道中双六』「政右衛門屋舗」を語る。「沼津」は小定太夫が語っており、後に二代目織太夫から六代目綱太夫となるその人である。
嘉永7年＝安政元年（1854年）正月道頓堀法善寺境内弁慶席に出座。『朝顔日記』「宿屋の段 切」を語る。三味線は二代目徳太郎。続く同席の『仮名手本忠臣蔵』では「矢間喜内住家の段 切」を同じく二代目徳太郎の糸で語っている。3月まで同席に出座。5月の同席には出座せず。同年の見立番付では西前頭で「伊賀沼津豊竹氏太夫」とある二代目徳太郎。また別版の見立番付では「世話方 京竹本氏太夫」となっている。
安政5年（1858年）7月稲荷社内東小家『里見八犬伝』の番付に理太夫事竹本氏太夫と竹本氏太夫の披露が行われていることから、これまでに没したか。
『増補浄瑠璃大系図』は「師匠氏太夫死去の後師の名跡を譲受竹本氏太夫と名乗共芝居出勤も少く尤其頃は西京住居にて安政の始めに死去せられ」とある。氏戸太夫の二代目は同門である五代目春太夫の門弟の為太夫が襲名している。
以降の竹本氏太夫であるが、『増補浄瑠璃大系図』によれば、竹本山城掾の門弟で後に五代目春太夫の門弟となった竹本茂太夫が襲名したとも、前述の通り、竹本理太夫が襲名したとも、明治期には五代目春太夫の門弟で通称むぎわらの蛇という素人出身の養老太夫が襲名しており、混乱が見られる。

## 六代目
竹本理太夫 ⇒ 六代目竹本氏太夫 ⇒ 竹本長枝（長恵）太夫
三代目竹本長門太夫の門弟。
『増補浄瑠璃大系図』は「伊勢古市有竹屋親方と云て有扇屋利兵衛の倅也」と記す。
弘化2年（1845年）2月道頓堀竹田芝居太夫竹本長登太夫『仮名手本忠臣蔵』で「大序　鶴ヶ岡の段」を語り初舞台。師三代目長門太夫が一座しない4月同座太夫竹本氏太夫の芝居に出座。『箱根霊験躄仇討』「大序」『けいせい倭荘子』「大切 けい事」を語る。
弘化3年（1846年）8月『伊勢歌舞伎年代記』「八月 古市」の欄に「初世有滝屋事竹本理太夫」とあり、伊勢で素人の大物であったことがわかる。同年の見立番付では東前頭。
竹本理太夫であるが、先代は同門の後に五代目豊竹湊太夫を襲名する初代竹本音羽太夫が名乗っており（改名録に「理太夫改竹本音羽太夫」とある。また通称を音羽湊という）、嘉永2年（1849年）正月道頓堀竹田芝居の五代目豊竹湊太夫襲名披露狂言である『由良湊千軒長者』「三荘太夫住家の段」で中を竹本理太夫、切を音羽太夫事五代目豊竹湊太夫が勤めている。
嘉永4年（1851年）師三代目長門太夫に従い江戸へ下る。5月茅場町薬師境内『ひらがな盛衰記』では「笹引の段」を語る。以降も三代目長門太夫の一座に出座する。
嘉永7年＝安政元年（1854年）道頓堀竹田芝居太夫竹本長登太夫で『近江源氏先陣館』「木津ノ守の段 口」『明烏六花曙』「揚屋の段 口」を語る。三代目越路太夫旧蔵のこの芝居の番付の理太夫の上に「理太夫スゴ六の名人」と記されている。『増補浄瑠璃大系図』にも「此人通称神田利八と云て囲碁は東京紹和先生の門人にて五段に進む双六は日本の名人成りと云也」とある。
天保の改革による宮芝居の禁止により稲荷境内を立ち退いていた文楽の芝居が、安政3年（1856年）9月いなり社内に復帰し、既に文楽座第一世櫓下となっていた師三代目長登太夫と共に出座。以降も文楽の芝居に出座。
安政5年（1858年）正月7月稲荷社内東小家太夫竹本長登太夫『義経千本桜』で「嵯峨野庵の段 中」「築地の段 跡」を語るはずであったが、1月5日（一説には6日共）「嵯峨野庵の段」の稽古中に出火し、芝居小屋が類焼したため、芝居は行われず。その後京で芝居を打つが、7月稲荷社内東小家が復帰し、『里見八犬伝』「滝田城の段」を語り、理太夫事六代目竹本氏太夫を襲名。以降も文楽の芝居に出座。役は端場が立端場が続く。
安政7年＝万延元年（1860年）7月稲荷社内東芝居『近江源氏先陣館』「四斗兵衛住家の段 中」『苅萱桑門筑紫𨏍』「奥院の段」を六代目氏太夫として語ったのを最後に、続く9月同座より竹本長枝（長恵）太夫と改名。『道中亀山噺』「八つ橋村の段 中」を竹本長恵太夫として語った。10月同座の番付より竹本長枝太夫となっている。
文久2年（1862年）正月いなり社内東小家『大江山酒吞童子』「八瀬里の段 切」で和国太夫事二代目竹本音羽太夫の襲名が行われ、同段を長枝太夫も語っている。
文久4年＝元治元年（1864年）10月いなり東小家『出世太平記』「松永切腹の段 切」で切場を語る。同芝居で『心中天網島』「新地茶屋の段 中」も語る。
元治2年＝慶応元年（1865年）5月いなり東小家で『彦山権現誓助剣』が立ち、長枝太夫は「六助住家の段 中」を語る予定であったが、「須磨の浦の段 奥」を語る三代目竹本津賀太夫が休演したため、長枝太夫が替る予定で稽古をしていたが、人形の吉川才治から反対があったため、長枝太夫が立腹し、長枝太夫も休演。「須磨の浦の段 奥」「六助住家の段 中」もどちらも二代目越路太夫が語り、好評を博した。
慶応3年（1867年）8月14日没。生涯の多くを師三代目竹本長門太夫が紋下を勤めた文楽の芝居で通した。同年8月稲荷社内東芝居『大手山酒吞童子』「羅生門の段」が最後の出座か。翌9月同座『ひらかな盛衰記』「梶原屋敷の段 中」『花上野誉碑』「志渡寺の段 次」の番付が出ていたが、語ることはなかった。
「役割は出しが病気にて左程にもなかりしが人間命数限り有しか急に重りて養生不叶終に旧八月十四日黄泉に赴かれたり
西成郡北野村自香寺に石碑を建る
慶応三年丁卯旧八月十四日
法名長誉理照禅定門」と『増補浄瑠璃大系図』にある。

## 七代目
竹本操太夫（竹本津摩太夫？） ⇒ 陸奥茂太夫 ⇒ 竹本茂太夫 ⇒ 陸奥茂太夫 ⇒ 七代目竹本氏太夫
二代目竹本津賀太夫事竹本山城掾の門弟で後に五代目春太夫の門弟。四代目綱太夫の「竹本綱太夫門弟見立角力」の東関脇でもあり、四代目綱太夫の門弟でもある。五代目豊澤広助の父。もと京都西陣の機屋を営んでいた。『増補浄瑠璃大系図』は、「山四郎門弟にて播州高砂魚町に住居致して竹本津摩太夫と云後大坂に住居致し春太夫門弟と成て竹本茂太夫と云なり」とするが、天保11年（1840年）の西前頭に「操太夫事陸奥茂太夫」とあるため、前名は竹本操太夫が正しく、天保6年（1835年）正月京竹屋町長楽亭『妹背山婦女庭訓』「山の段 雛鳥」「杉坂屋」「馬子歌 口」を語る竹本操太夫がいる。しかし、二代目竹本津賀太夫の門弟であるため、「津」の字のつく竹本津摩太夫を名乗ったのも自然であるため、操太夫の前に津摩太夫を名乗ったか。いずれにせよ竹本津摩太夫は『義太夫年表近世篇』で確認できない。（竹本津満太夫は存在する）
翌天保7年（1836年）5月御霊境内『中将姫古跡の松』「三段目 切」を語っており、相当の実力者であることがうかがえる。
天保9年（1838年）10月京四条道場芝居太夫竹本綱太夫で『伊賀越道中双六』「円覚寺の段 切」と大切所作事『一〇（三つ巴の紋）七文字』を語っている。11月北の新地芝居『嫗山姥』「御殿の段」を鶴澤弁佶と勤め、大切所作事『一〇（三つ巴の紋）七文字』を勤める。これが『義太夫年表近世篇』で確認できる操太夫としての最後の出座となる。
陸奥茂太夫を襲名した経緯は不明であるものの、天保10年（1839年）9月北之新地芝居より陸奥茂太夫で出座。『本朝廿四孝』「弐段目 切」、『恋女房染分手綱』「子別れの段 切」を11歳の豊竹豆太夫（後の初代古靱太夫）と書き合いで勤め、大切 景事も語っている。陸奥茂太夫は初代義太夫（筑後掾）の高弟であり、門弟からは陸奥伊太夫（初代此太夫）がいる。二代目内匠太夫の門弟にも陸奥茂太夫がいる。翌10月竹田芝居で十二歳の陸奥操太夫が『釜淵双級巴』「中の巻」を鶴澤高麗蔵と勤めている。年齢的に息子の後の五代目廣助か（天保2年生まれ）。
以降、三代目竹本筆太夫が紋下を勤める諸座に引き続き出座する。
天保12年（1841年）正月道頓堀竹田芝居『奥州安達原』の大序を勤める竹本茂太夫と『伽羅先代萩』「御殿の段 切」を語る陸奥茂太夫が同座している。同年の「三都太夫三味線人形改名附録」には「竹本操太夫改陸奥茂太夫」とある。同年の見立番付では「東前頭京陸奥茂太夫」「東前頭大坂竹本茂太夫」が両名存在する。
天保14年（1843年）正月江戸大薩摩座へ出座。この江戸下りの期間だけ、豊竹麓太夫を名乗る。『染太夫一代記』によれば「いづれ皆々浅待、梶太夫の付添ひは古参政子事竹本中太夫、天喜茂太夫は当地だけ豊竹麓太夫と呼ぶ。付添ひは古参鶴沢市太郎、錦木太夫の付添ひには房事竹本伊勢太夫、そのほか座ならび惣一統操り頭兵吉の兄吉田千四、吉田冠二、西川伊三郎、当人弁者、長口上さわやかにのぶる。後文句に、『何とぞ麓より峠へ登り、御ヒイキの梶をえて、古里へ帰る錦の袖までも、すみからすみ迄づらりと御ヒイキの程をひとへに願ひあげ奉ります』かくの口上大当りして、やがて見物へ目見え浄るり『太功記十』麓太夫勤めをはり、後は楽屋にて梶太夫『二代鑑』のけいこはおこたりなく、あすより初日、打ち続きて興行」。ということで、陸奥茂太夫事豊竹麓太夫は『絵本太功記』「尼ヶ崎の段 切」を「御目見江出がたり」で語った。しかし、3月同座では陸奥茂太夫で出ている。12月道頓堀竹田芝居で帰阪。番付は「道奥茂太夫」となっている。同年の「三都太夫三味線人形改名附録」には「竹本操太夫改 陸奥改 竹本茂太夫」とあり、竹本姓に改姓したことになっているが、天保15年＝弘化元年（1845年）正月兵庫の芝居の番付には引き続き道奥茂太夫とある。以降も陸奥茂太夫の表記になっている。同年5月道頓堀竹田芝居では『伊賀越』「岡崎の段 口」で四代目綱太夫の端場を勤める。9月京四条南側大芝居太夫竹本氏太夫と四代目氏太夫が紋下と勤める芝居に出座。同年の見立番付では西前頭1枚目竹本茂太夫となっている。
弘化2年（1846年）「浪華太夫三味線町々評判大見立」には〈東山坊じや聞すまし近江に評判喜美濃よき信濃の能声陸奥〉茂太夫とある。
弘化5年＝嘉永元年（1848年）6月兵庫明石芝居太夫竹本綱太夫『五天竺』「短山寺の段」を鶴澤時蔵の三味線で竹本茂太夫が語っている。7月なんば新地まつの尾南山の素浄瑠璃公演では『阿波鳴戸』「八つ目」を子息豊澤富助の三味線で語っている。同年の見立番付も「竹本茂太夫」となっている。「三都太夫三味線操改名録」には「操太夫　茂太夫　十二屋」とある。「当時名人太夫浄瑠理一本語てんぐ噺」に「音に聞阿波の鳴戸は物すごき汐のさし引すさましきこと　道奥茂太夫　豊澤源之介」とあり、阿波鳴門を得意といたことがわかる。以降も芝居の番付も見立番付も竹本茂太夫となっている。
嘉永7年＝安政元年（1854年）の見立番付には「東前頭布引滝三人上戸竹本茂太夫」とある。
安政5年（1858年）5月名古屋橘町常芝居『傾城阿波の鳴戸』「十郎兵衛住家の段 切」を陸奥茂太夫として語る（端場を竹本摩津太夫が語る）。以降再び陸奥茂太夫に表記が戻っている。
安政7年＝万延元年（1860年）9月座摩社内太夫竹本山城掾藤原兼房の芝居に出座。以降師竹本山城掾が紋下を勤める芝居に出座。
元治2年＝慶応元年（1865年）正月天満戎門『伊賀越』「政右衛門屋舗の段 切」で陸奥茂太夫改竹本氏太夫を襲名。慶応2年（1866年）2月まで天満戎門の芝居に出座。4月より江戸結城座に出座。『菅原伝授手習鑑』「加茂堤の段」「寺子屋の段 切」を語る。二代目竹本織太夫も出座している。8月に帰坂。座摩社内太夫竹本対馬太夫の芝居に出座。慶応3年（1867年）正月天満芝居以降は、京で出座する。
明治2年（1869年）2月天満戎門『薫樹累物語』「土橋の段 切」を語る。明治6年（1873年）5月道頓堀若太夫芝居で『浪花大汐譚』「和州弓削村の段」を語る。翌明治7年（1874年）9月松島文楽座で八代目氏太夫の襲名が行われていることからこの頃引退または没した。
子息の五代目廣助の門弟であった豊澤廣仁という三味線弾きが、後に八代目氏太夫が名乗った浦太夫を襲名している。

## 八代目
竹本養老太夫 ⇒ 八代目竹本氏太夫 ⇒ 竹本浦太夫
五代目春太夫の門弟。師の没後は二代目越路太夫（摂津大掾）の門弟となる。本名を平井卯兵衛。通称をむぎわらの蛇という。素人の天狗で「養老」といったが、そのまま養老太夫となり、明治6年（1873年）2月松島文楽座『義経千本桜』「小金吾討死の段」で初出座。翌明治7年（1874年）9月松島文楽座『玉藻前曦袂』「御殿の段」で八代目竹本氏太夫を襲名。
明治10年（1877年）9月で松島文楽座を退座。11月大江橋席太夫竹本山四郎の芝居に出座。翌明治11年（1878年）2月いなり北門小家太夫竹本長尾太夫の芝居へ移る。5月松島文楽座に復帰。明治12年（1879年）文楽座の芝居の合間に4月御霊土田席太夫豊竹駒太夫に出座。同様に6月も御霊土田席に出座。11月より再び松島文楽座へ。明治15年（1882年）6月松島文楽座『大内裏大友眞鳥』「大友眞鳥の段 切」を語り、序切語りに。明治18年（1885年）1月御霊文楽座まで文楽座へ出座。
明治20年（1887年）1月より彦六座へ移り、明治22年（1889年）9月まで出座。翌10月より御霊文楽座へ復帰。明治24年（1891年）9月御霊文楽座まで氏太夫を名乗る。明治25年（1892年）10月氏太夫改め竹本浦太夫となり、『伽羅先代萩』「御殿の段 跡」を語っている。明治26年（1893年）1月彦六座に移り、床頭取に（芝居にも出演）。彦六座の最後となった同年9月まで出座。まもなく没した。
長く文楽座の床頭取も務め、明治16年（1883年）に文楽座の紋下問題（既に越路太夫と二枚紋下となっていた吉田玉造に加え、初代團平を紋下にするかどうか）が発生した際に、氏太夫が調停に奔走した。その調停の成果により、越路・團平・玉造の三人紋下で納まることとなった。